# Palafolls
Palafolls è un comune spagnolo di 9 171 abitanti situato nella comunità autonoma della Catalogna.

## Amministrazione

### Gemellaggi
Palafolls è gemellato con:
- Poppi, dal 1990
- Ax-les-Thermes